# Santiago Tuxtla
Santiago Tuxtla là một đô thị thuộc bang Veracruz, México. Năm 2005, dân số của đô thị này là 54939 người.